# Supercoppa spagnola 2010 (pallavolo maschile)
La Supercoppa spagnola 2010 si è svolta il 16 ottobre 2010: al torneo hanno partecipato due squadre di club spagnole e la vittoria finale è andata per la quarta volta all'Almería.

## Regolamento
Le squadre hanno disputato una gara unica.

## Squadre partecipanti
| Squadra | Qualificazione                  | Ultima partecipazione    |
| ------- | ------------------------------- | ------------------------ |
| Almería | Vincitrice Coppa del Re 2009-10 | Supercoppa spagnola 2009 |
| Teruel  | Vincitrice SVM 2009-10          | Supercoppa spagnola 2009 |

## Torneo
| 16 ottobre 2010 Pabellón Moisés Ruiz, Almería Durata: 1h:39 - Spettatori: 1 400 | Almería | 3 - 1 | Teruel | 25-12, 23-25, 25-20, 25-18 |